# Цейнер, Густав Антон
Густав Антон Цейнер (нем. Gustav-Anton Zeuner; 30 ноября 1828, Хемниц — 17 октября 1907, Дрезден) — немецкий инженер-механик, физик, редактор, педагог, профессор, эпистемолог, считается основателем технической термодинамики и Дрезденской школы термодинамики.

## Биография
родился в Саксонии. С 1843 по 1848 год учился инженерному делу в Хемницком Королевском профессиональном училище (ныне Хемницкий технологический университет).
Первые его работы 1852 и 1853 гг. были по аксонометрии кристаллов, из них одна помещена в XLVI томе журнала Крелля. После этого он посвятил свою деятельность практической механике и с 1854 г. стал печатать ряд статей в журнале «Der Civil-Ingenieur», редактором которого он был с 1854 г. по 1857 г. В 1855 г. получил кафедру прикладной математики в цюрихском политехникуме; в 1871 г. назначен директором Горной академии во Фрайберге, а в 1873 г. — директором дрезденского политехникума. В 1860 разработал теорию паровых поршневых двигателей . Он был профессором технических университетов Цюриха , Фрайберга и Дрездена.
Известен своими многочисленными научными работами по различным отраслям практической механики, в особенности по механике паровых и вододействующих двигателей.
Наибольшей известностью пользуются его книги: «Schiebersteuerungen», то есть теории парораспределения помощью эксцентриков и кулис в локомотивах. Книга эта впервые издана во Фрайберге в 1858 г.; второе издание — в 1862 г., четвертое — в 1874 г. «Locomotiven-Blasrohr», издана в Штутгарте в 1878 г. «Grundzuge der mechanischen Warmetheorie», первое издание в 1860 г., второе — в 1877 г.; третье издание, значительно пополненное, носит название «Technische Termodynamik» и состоит из двух томов (Лейпциг; первый — в 1887 г., второй — в 1890 г.). В 1901 г. в Лейпциге изданы его лекции по теории турбин «Vorlesungen über Theorie der Turbinen».
Большая часть статей Цейнера, относящихся к разным вопросам гидравлики, теории водяных колес и турбин, а также относящихся к механической теории тепла и к паровой механике, помещены в журнале «Der Civil-Ingenieur», начиная с тома I за 1854 г., во II за 1855 г., в III за 1856 г., в IV за 1857 г., затем в годах 1860, 1864, 1867, 1871, 1874, 1875, 1881, 1882, 1883. В «Poggendorf’s Annalen» в томе 110 (1868) напечатана статья Ц. «Zur Theorie der Dampfe» и несколько статей — в журналах различных научных обществ.